# سان دمتریو کورونه
سان دمتریو کورونه (به ایتالیایی: San Demetrio Corone) یک کومونه در ایتالیا است که در استان کزنتزا واقع شده‌است. سان دمتریو کورونه ۵۷ کیلومتر مربع مساحت و ۳٬۷۴۸ نفر جمعیت دارد و ۵۲۱ متر بالاتر از سطح دریا واقع شده‌است.